# Andrea Ferrigato
Andrea Ferrigato (ur. 1 września 1969 w Schio) – włoski kolarz szosowy.

## Kariera
Pierwszy sukces w karierze Andrea Ferrigato osiągnął w 1991 roku, kiedy zwyciężył w Giro della Provincia di Reggio Calabria. W kolejnych latach wygrał także między innymi GP Industria & Artigianato di Larciano (1995), Giro della Romagna, Leeds International Classic i Mistrzostwa Zurychu (1996), GP Ouest-France (1997) oraz Tour de Berne w 1999 roku. Kilkakrotnie startował w Giro d'Italia, najlepszy wynik osiągając w 1994 roku, kiedy zajął 28. miejsce i wygrał jeden etap. Czterokrotnie startował w Tour de France, ale zajmował odległe pozycje. W sezonie 1996 Pucharu Świata zajął drugie miejsce w klasyfikacji generalnej, przegrywając tylko z Belgiem Johanem Museeuwem. Nigdy nie zdobył medalu szosowych mistrzostw świata, najlepszy wynik uzyskując w 1996 roku, kiedy był dwudziesty w wyścigu ze startu wspólnego podczas MŚ w Lugano. Nigdy też nie wziął udziału w igrzyskach olimpijskich. W 2005 roku zakończył karierę.